# Văn phòng Bộ Công an (Việt Nam)
Văn phòng Bộ Công an (V01)  trực thuộc Bộ Công an Việt Nam là cơ quan đầu ngành tham mưu cho Đảng ủy Công an Trung ương, lãnh đạo Bộ Công an lãnh đạo, chỉ đạo toàn diện các mặt công tác Công an, bám sát chủ trương, đường lối của Đảng, Nhà nước; phối hợp chặt chẽ với các đơn vị triển khai quyết liệt các biện pháp, kế hoạch công tác, chủ động giúp Đảng ủy Công an Trung ương tham mưu, đề xuất với Trung ương Đảng, Chính phủ chỉ đạo giải quyết những vấn đề cơ bản, chiến lược cũng như những vấn đề phức tạp về an ninh, trật tự.

## Lịch sử
Ngày 18 tháng 4 năm 1946, Bộ trưởng Bộ Nội vụ (nay là Bộ Công an) ra Nghị định 121/NĐ về tổ chức, bộ máy Việt Nam Công an Vụ gồm 3 cấp và ở mỗi cấp Công an đều có tổ chức Văn phòng làm nhiệm vụ tham mưu, giúp việc, phục vụ các cấp lãnh đạo, chỉ huy.

## Lãnh đạo hiện nay
- Chánh Văn phòng: Thiếu tướng Nguyễn Quốc Toản, Bí thư Đảng ủy, Người Phát ngôn Bộ Công an
- Phó Chánh Văn phòng:

1. Thiếu tướng Cao Đăng Hưng
2. Thiếu tướng Nguyễn Hồng Nguyên
3. Đại tá Mai Xuân Thảo
4. Đại tá Nguyễn Đức Huy (biệt phái làm Thư ký Tổng Bí thư Tô Lâm)
5. Đại tá Nguyễn Thị Phương

## Tổ chức
- Phòng Tham mưu tổng hợp[6][7]
- Phòng Tham mưu An ninh[8]
- Phòng Tham mưu Cảnh sát
- Phòng Tham mưu Xây dựng lực lượng và hậu cần, kỹ thuật[9]
- Phòng Công tác Văn phòng Đảng ủy Công an Trung ương
- Phòng Hành chính
- Cổng Thông tin điện tử Bộ Công an
- Trung tâm Thông tin chỉ huy Bộ Công an

## Khen thưởng
- Huân chương Hồ Chí Minh (năm 2006)[3]

- Huân chương Bảo vệ Tổ quốc hạng Nhất (năm 2011)[3]

## Chánh Văn phòng qua các thời kỳ
| Họ và tên        | Cấp bậc     | Đảm nhiệm từ    | Ghi chú |
| ---------------- | ----------- | --------------- | --- |
| Vũ Thanh Hoa     | Trung tướng | ?– 2010         | [ 10 ] |
| Nguyễn Danh Cộng | Trung tướng | 10.2010–10.2017 | hiện là Trưởng ban Nghiên cứu chuyên đề giúp việc Bộ trưởng Bộ Công an                                                                |
| Lương Tam Quang  | Trung tướng | 10.2017–9.2019  | hiện là Uỷ viên Bộ Chính trị Ban Chấp hành Trung ương Đảng Cộng sản Việt Nam, Bí thư Đảng uỷ Công an Trung ương, Bộ trưởng Bộ Công An |
| Tô Ân Xô         | Trung tướng | 9.2019–1.2023   | hiện là Trợ lý Tổng Bí thư Tô Lâm, phụ trách Văn phòng Tổng Bí thư                                                                    |
| Đặng Hồng Đức    | Thiếu tướng | 2.2023–1.2025   | Giám đốc Công an tỉnh Yên Bái (2020-2023)                                                                                             |
| Nguyễn Quốc Toản | Thiếu tướng | 1.2025–nay      | Giám đốc Công an tỉnh Bắc Giang (2019-2025)                                                                                           |

## Phó Chánh Văn phòng qua các thời kỳ
| Họ và tên          | Cấp bậc     | Đảm nhiệm từ   | Ghi chú                                                                     |
| ------------------ | ----------- | -------------- | --------------------------------------------------------------------------- |
| Nguyễn Văn Khảo    | Đại tá      | 2009–2011      | sau là Cục trưởng Cục Xây dựng phong trào bảo vệ An ninh Tổ quốc            |
| Nguyễn Xuân Ngư    | Thiếu tướng | 3.2011–11.2015 | sau là Phó Chủ nhiệm thường trực Ủy ban Kiểm tra Đảng ủy Công an Trung ương |
| Lê Văn Long        | Thiếu tướng | 9.2011–7.2015  |                                                                             |
| Lê Văn Long        | Thiếu tướng | 4.2017–?       |                                                                             |
| Hoàng Tiến Hiểu    | Thiếu tướng | 2014–9.2018    |                                                                             |
| Trần Đức Tuấn      | Thiếu tướng | 7.2017–1.2020  | hiện là Chánh Thanh tra Bộ Công an                                          |
| Nguyễn Trường Lâm  | Trung tá    | –10.2020       | sau là Phó Giám đốc Công an tỉnh Hưng Yên                                   |
| Nguyễn Minh Tuấn   | Thiếu tướng | –2021          |                                                                             |
| Nguyễn Hồng Nguyên | Thiếu tướng | 10.2018–7.2019 | sau là Phó Chủ nhiệm Ủy ban Kiểm tra Đảng ủy Công an Trung ương             |
| Hoàng Anh Tuyên    | Thiếu tướng | 10.2018–nay    | nguyên Phó Cục trưởng Cục Tham mưu, Tổng cục Cảnh sát                       |
| Bùi Quang Hải      | Thiếu tướng | 2.2019–nay     | nguyên Cục trưởng Cục An ninh Tây Nam Bộ, Tổng cục An ninh                  |
| Lê Minh Quang      | Đại tá      | 2.2020–?       | nguyên Giám đốc Công an tỉnh Sóc Trăng                                      |
| Hầu Văn Lý         | Thiếu tướng | 4.2020–nay     | nguyên Giám đốc Công an tỉnh Hà Giang                                       |
| Vũ Hữu Tài         | Thiếu tướng | 12.2019–nay    | nguyên Phó Cục trưởng Cục Quản lý xuất nhập cảnh, Tổng cục An ninh          |
| Nguyễn Hồng Nguyên | Đại tá      | 12.2019–nay    | nguyên Phó Cục trưởng Cục Quản lý xuất nhập cảnh                            |
| Cao Đăng Hưng      | Thiếu tướng | 3.2022–nay     | nguyên Phó Giám đốc Công an Thành phố Hồ Chí Minh                           |

## Trợ lý Bộ trưởng Bộ Công an qua các thời kỳ
| Họ và tên       | Cấp bậc      | Đảm nhiệm từ | Ghi chú |
| --------------- | ------------ | ------------ | --- |
| Vũ Thanh Hoa    | Trung tướng  | 2011–2013    | Trợ lý Thường trực Ban Bí thư Lê Hồng Anh (2013–2016)                                                                       |
| Trần Quang Tiệp | Thiếu tướng  | 2012–2015    | từ 2016–2018 là Trợ lý Chủ tịch nước Trần Đại Quang                                                                         |
| Đoàn Duy Khương | Trung tướng  | 2015–2016    | Giám đốc Công an thành phố Hà Nội (2016–2020)                                                                               |
| Tô Ân Xô        | Thượng tướng | 2021–2024    | Chánh Văn phòng Bộ Công an (2019–2023), từ 2024–nay là Trợ lý Tổng Bí thư Tô Lâm, Phụ trách Văn phòng Tổng Bí thư           |
| Trần Đăng Quỳnh | Thiếu tướng  | 2021–2024    | nguyên Cục trưởng, Trưởng ban Thư ký lãnh đạo Bộ Công an, Thư ký Bộ trưởng Tô Lâm, từ 2024–nay là Trợ lý Tổng Bí thư Tô Lâm |